# Nachon Nsingi
Nachon Nsingi (24 aprile 2001) è un calciatore belga, attaccante dell'OH Lovanio.

## Carriera
Cresciuto nel settore giovanile del Crossing Schaerbeek, il 19 maggio 2018 si è trasferito all'OH Lovanio. Il 22 luglio 2022 ha firmato il suo primo contratto professionistico con la squadra. Il giorno seguente ha esordito in prima squadra, disputando l'incontro di campionato vinto per 2-0 in trasferta contro il Kortrijk.
Nell'estate del 2024 è approdato al Dunkerque, club della seconda divisione francese.

## Statistiche

### Presenze e reti nei club
Statistiche aggiornate all'11 maggio 2023.
| Stagione        | Squadra         | Campionato      | Campionato | Campionato | Coppe nazionali | Coppe nazionali | Coppe nazionali | Coppe continentali | Coppe continentali | Coppe continentali | Altre coppe | Altre coppe | Altre coppe | Totale | Totale |
| Stagione        | Squadra         | Comp            | Pres       | Reti       | Comp            | Pres            | Reti            | Comp               | Pres               | Reti               | Comp        | Pres        | Reti        | Pres   | Reti   |
| --------------- | --------------- | --------------- | ---------- | ---------- | --------------- | --------------- | --------------- | ------------------ | ------------------ | ------------------ | ----------- | ----------- | ----------- | ------ | ------ |
| 2022-2023       | OH Lovanio      | PL              | 25         | 5          | CB              | 1               | 0               | -                  | -                  | -                  | -           | -           | -           | 26     | 5      |
| Totale carriera | Totale carriera | Totale carriera | 25         | 5          |                 | 1               | 0               |                    | -                  | -                  |             | -           | -           | 26     | 5      |